# Trial and error
Trial and error (svenska: "försök och misstag") var ursprungligen termen för en form av inlärning som bland annat studerades av den amerikanske psykologen Edward Thorndike. Vid inlärningsförloppet elimineras undan för undan felaktiga eller ineffektiva beteenden därför att de inte leder till framgång. Thorndyke utvecklade teorin samtidigt som Ivan Pavlov i Ryssland utförde experimenten med betingade reflexer hos djur och lade grunden för behaviorismen. Den amerikanske psykologen B. F. Skinner knöt sedan samman Thorndykes teori med behaviorismen.
Principen är densamma som ligger bakom naturligt urval inom evolutionsteorin, och termen brukar därför ofta användas i mer generell mening.